# Георгиевский (Большой тронный) зал Зимнего дворца
Георгиевский зал
Георгиевский (Большой тронный) зал создан в 1787—1795 годах по проекту Джакомо Кваренги. Огромное двухсветное помещение зала было выполнено в классическом стиле. Освящён 23 ноября 1795 года в день Святого Георгия Победоносца, откуда и получил своё название.

## История строительства
В связи с тем, что Тронный зал Растрелли не был завершён, в 1774 году принимается решение коренным образом переделать под представительские функции находящуюся рядом с апартаментами Екатерины II Светлую галерею, на месте которой появляется Белая галерея, созданная по проекту архитектора Фельтена. Однако вид нового зала по каким-то причинам не удовлетворил императрицу и уже в 1776 году принимается решение отделать галерею цветным камнем. Идею использовать цветной натуральный мрамор в парадных интерьерах Фельтен высказывал ещё в 1764 году, но одобрение последовало лишь спустя двенадцать лет. Беспримерная в отечественном строительстве отделка грандиозного зала «российским камнем» совпадала с идеей прославления могущества империи. В 1776 году был заключён контракт на изготовление мраморных деталей: 52 колонны, 48 пилястр и 165 аршин антаблемента с балюстрадой. Однако реализовать задуманное довелось уже Джакомо Кваренги, который построил для Тронного зала отдельный корпус, примыкающий к восточному фасаду Зимнего дворца Растрелли.

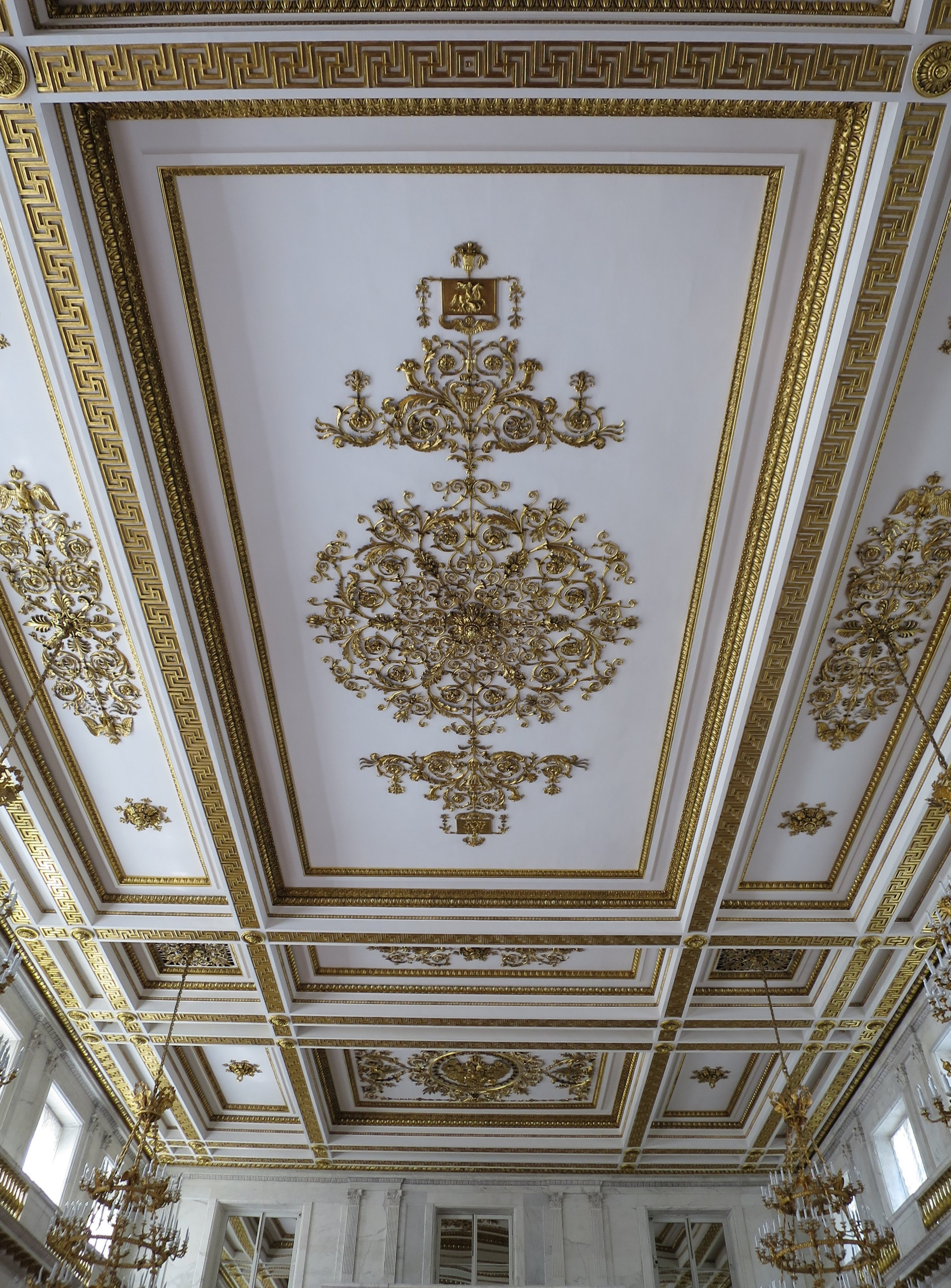
Потолок Георгиевского зала

Грандиозный по площади (около 800 кв. м.) двусветный зал выглядел чрезвычайно торжественно: расположенные вдоль стен парные колонны делали его похожим на античный храм. В оформлении был использован только натуральный мрамор белого, серого, розового и голубоватого оттенков, позолоченые детали и яркий живописный плафон. Вблизи трона в полукруглых нишах продольных стен стояли аллегорические статуи «Вера» и «Закон», символизирующие основы, на которых зиждется российская государственность.
Расположенный за ним Аполлонов зал стал переходом в Картинную галерею, которая находилась в здании Малого Эрмитажа.
Кваренгиевская отделка была полностью уничтожена во время пожара 1837 года. По указанию императора Николая I при восстановлении зала архитектором В. П. Стасовым и Н. Е. Ефимовым использован белый мрамор. Представителю русского посольства в Риме П. И. Кривцову удалось убедить архитекторов использовать не просто каррарский мрамор, а заказать изготовление всех деталей у итальянских мастеров, которые, действительно, запросили за работу сумму меньшую, чем петербургские мраморщики. Однако процесс затянулся из-за сложностей коммуникации того времени, и все детали прибыли в Петербург только в ноябре 1839 года. П. И. Кривцовым также вносились некоторые коррективы в проект. Перекрытие зала состояло из 42 плоских стальных балок, «оклепанных в три листа из тонкого котельного железа». Летом 1841 года зал был готов.

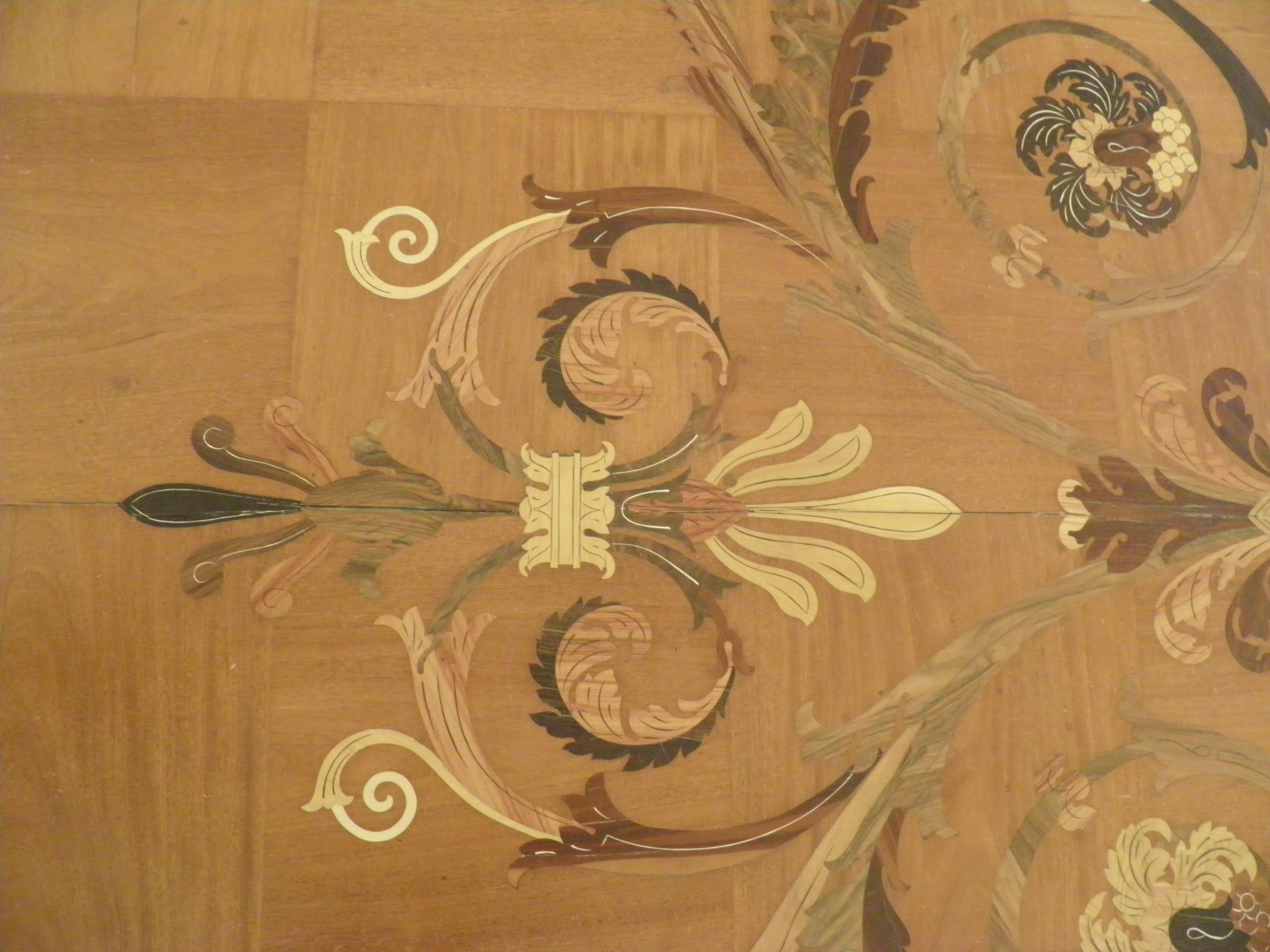
Наборный паркет Георгиевского зала

9 августа 1841 года случилась обрушение перекрытий зала, в результате чего только что выполненная отделка была испорчена, утрачены люстры и паркет. Железные балки вырвало из стены, поскольку они оказались недостаточно заглублены. Несмотря на то, что комиссия, расследовавшая причины катастрофы, не нашла изъяна в применявшейся системе перекрытий, было принято решение её усовершенствовать — перекрытие зала сделали шатровым, стены надстроили.
Монументальность архитектурного решения была подчёркнута разбивкой металлического потолка на глубокие кессоны, внутренние поверхности которых декорированы орнаментальными композициями из выбивной позолоченной меди. По распоряжению Николая I рисунок паркета повторил разбивку и орнаментальные мотивы потолка. Уникальный паркет зала содержит набранный из 16 пород рисунок, который ярко выделяется на фоне красного дерева (для Тронного зала сделали исключение, применив столь мягкую быстро изнашивающуюся породу). Рисунок позолоченных орнаментов потолка зала повторяет узор паркета из 16 пород цветного дерева. При повторном восстановлении откорректировали развеску люстр, раскрыв центральный вид на барельеф: над тронным местом разместился огромный мраморный барельеф «Георгий Победоносец, поражающий копьём дракона».
Под Георгиевским залом располагались кухни с подсобными помещениями. В западном углу был устроен подъёмник для доставки пищи из главного буфета, разместившегося в антресольном этаже под залом. Это место и сейчас легко обнаружить по характерным конструкциям паркета. В подвале был устроен главный ледник дворца. Но из-за находившихся рядом пневматических печей лёд преждевременно таял, создавая сырость, поэтому в 1855 году ледник был упразднён.
В 1915—1917 гг. зал занимал военный госпиталь Красного Креста. Здесь расположился раздаточный пункт, из которого пищу развозили по залам, превращённым в палаты. Действовал подъёмник, с помощью которого из кухни доставляли пищу для раздачи.
В 1917 году с тронного места были сняты символы Российской империи, а в 1930-х гг. оно было полностью разобрано. После Великой Отечественной войны, в 1946 г., в зал вместо тронного места была помещена выполненная из самоцветов и драгоценных камней карта-панно «Индустрия социализма» Советского Союза, изготовленная для Всемирной выставки «Искусство и техника в современной жизни» в 1937 г. в Париже, получившая Grand Prix Выставки[уточнить], а позже в 1939 г. в Нью-Йорке получившая золотую медаль.
Точное место хранения шедевра панно во время войны сейчас неизвестно, по мнениям исследователей, это был или Нью-Йорк (карта выступала гарантийным обеспечением некоторых соглашений по ленд-лизу), или Екатеринбург. 
После окончания войны, в 1946 г., по распоряжению Совета Министров СССР, уникальный экспонат был передан в Государственный Эрмитаж. При проведении реставрационных работ перед окончательной экспозицией, порученной Художественному ремесленному училищу № 240, было решено восстановить карту как политико-административную, с новыми административным границами, сняв с неё условные обозначения промышленных предприятий, масштаб карты был расширен для экспозиции с 24 до 27,5 кв. м. 28 апреля 1948 года карта с гербами республик СССР была выставлена в Георгиевском зале Эрмитажа. 
По периметру Георгиевского зала под потолком были размещены выполненные вместе с картой в том же стиле и из тех же материалов (благородные металлы, поделочные и драгоценные камни территории СССР) и являющиеся её неотъемлемой частью гербы союзных республик СССР. В 1982 г. карта и гербы были демонтированы в рамках произошедшей смены идеологии экспозиций Эрмитажа, реставрации и полного переоформления зала в дореволюционном стиле.
До 1988 г. карта-панно и гербы союзных республик хранились в запасниках Эрмитажа без должного присмотра. В период перестройки считалось, что местонахождение панно и его элементов неизвестно, карта утрачена или даже продана за границу. После проведённых журналистских расследований конца 1980-х гг. карта была обнаружена в плохом состоянии и вывезена энтузиастами в фонды Геологического музея ВСЕГЕИ, далее, после длительной реставрации и восстановления утраченных фрагментов и элементов из драгоценных камней специалистами Царскосельской Янтарной мастерской, с конца 2000-х годов, панно и несколько гербов союзных республик СССР снова экспонируются в ведомственном Геологическом Музее ВСЕГЕИ (Центральный научно-исследовательский геологоразведочный музей имени академика Ф. Н. Чернышёва).
В 1997—2000 годах тронное место было восстановлено. Большой императорский трон был исполнен в Лондоне в 1714 г. для русского императорского двора.

## События

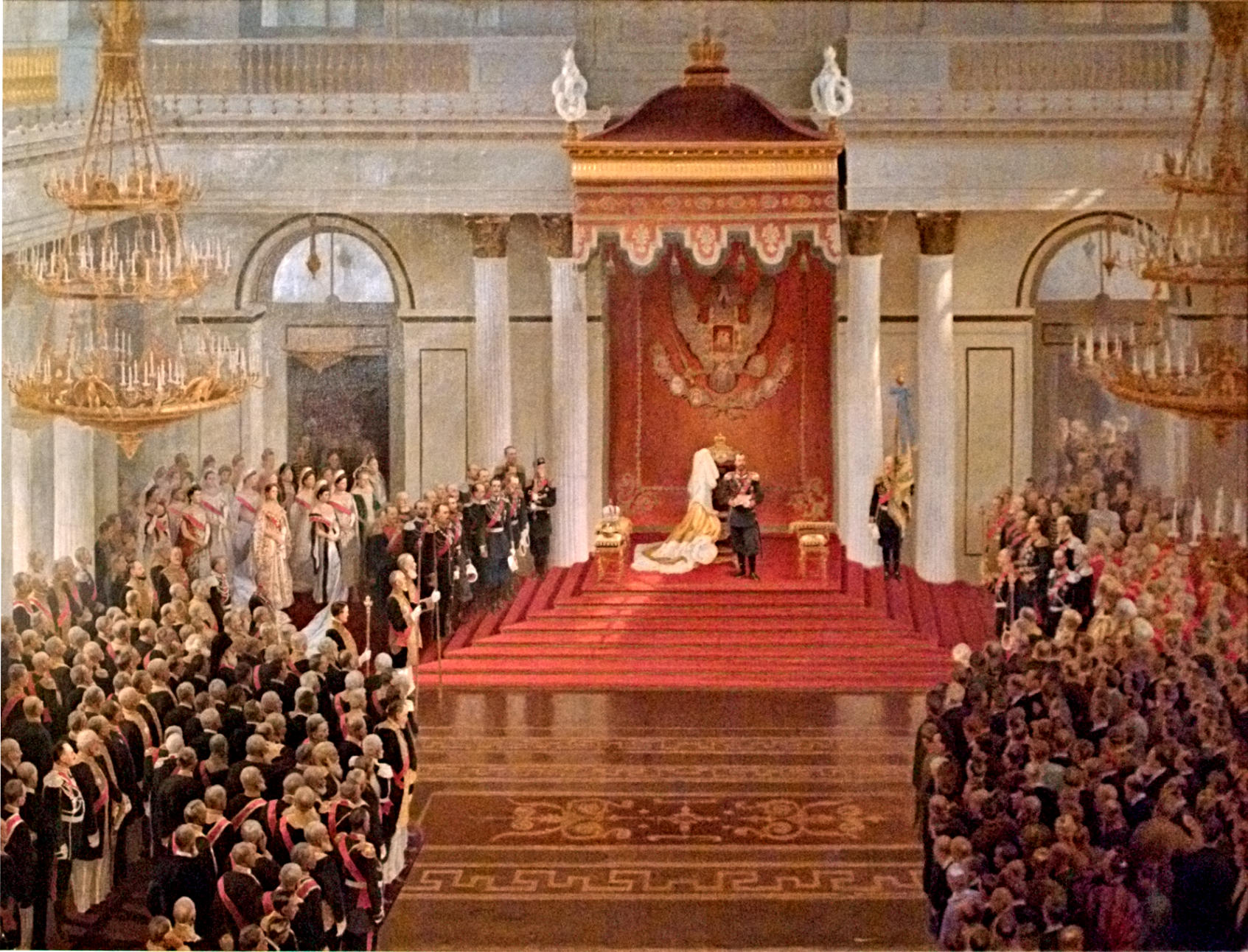
В.В. Поляков. Прием по случаю открытия Первой Государственной думы 27 апреля 1906 года.

В этом зале проходили официальные церемонии и приёмы, устраивались парадные обеды. 
27 апреля 1906 г. депутаты Государственной Думы и члены Государственного Совета были приглашены на торжественный прием в Зимний дворец, где в Георгиевском зале с тронной речью к ним обратился Николай II. Впервые в стенах императорской резиденции можно было увидеть «группы провинциальных адвокатов и докторов, одетых в сюртуки», крестьян в своих парадных кафтанах, рабочих в блузах, священников в рясах; многие встречали рождение российского парламента в «самодельных» и «самотканных» народных костюмах.
В 2013 году Государственный Эрмитаж возродил традицию празднования Дня святого Георгия, которое проходит ежегодно 9 декабря в Георгиевском зале. Во время церемонии выносят подлинные знамёна и штандарты Российской императорской армии.

## Галерея

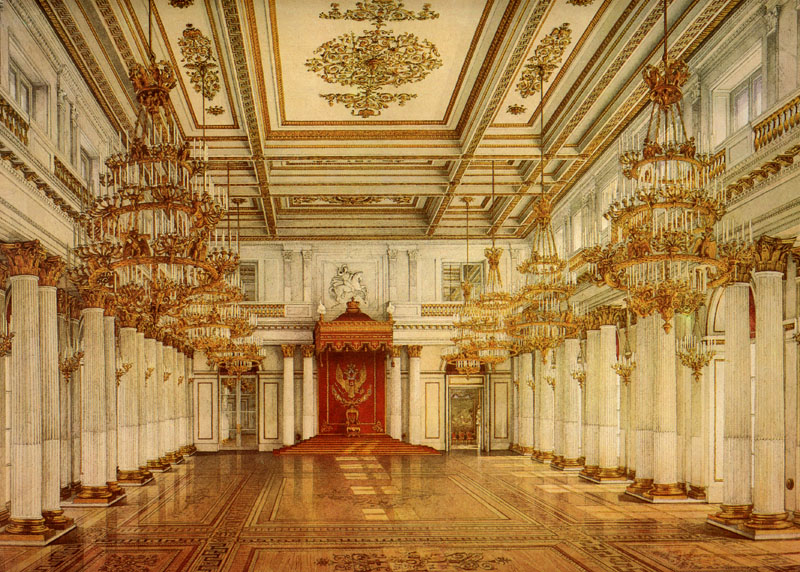
К. А. Ухтомский. Георгиевский зал. Акварель. 1862 год
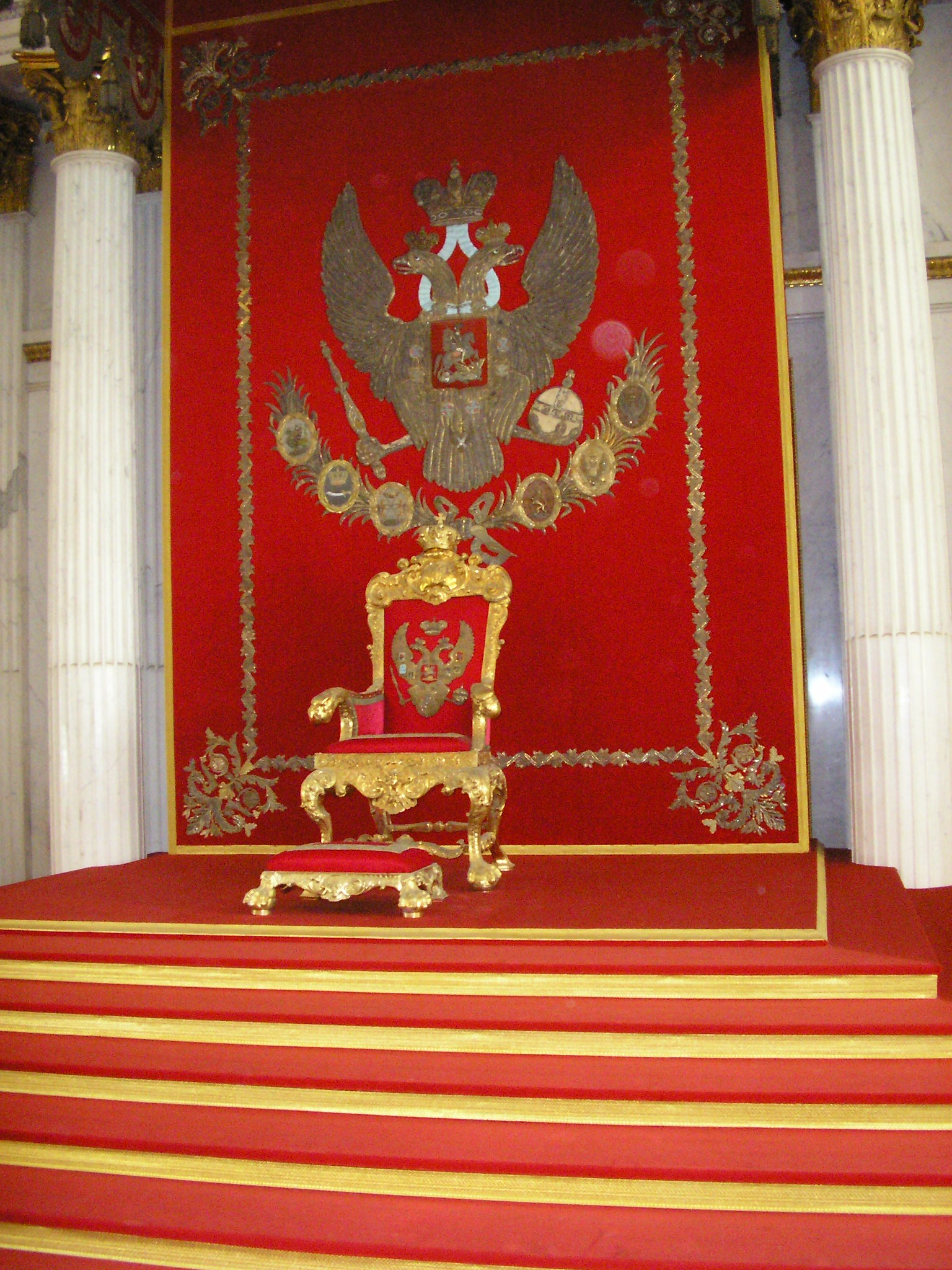
Большой императорский трон
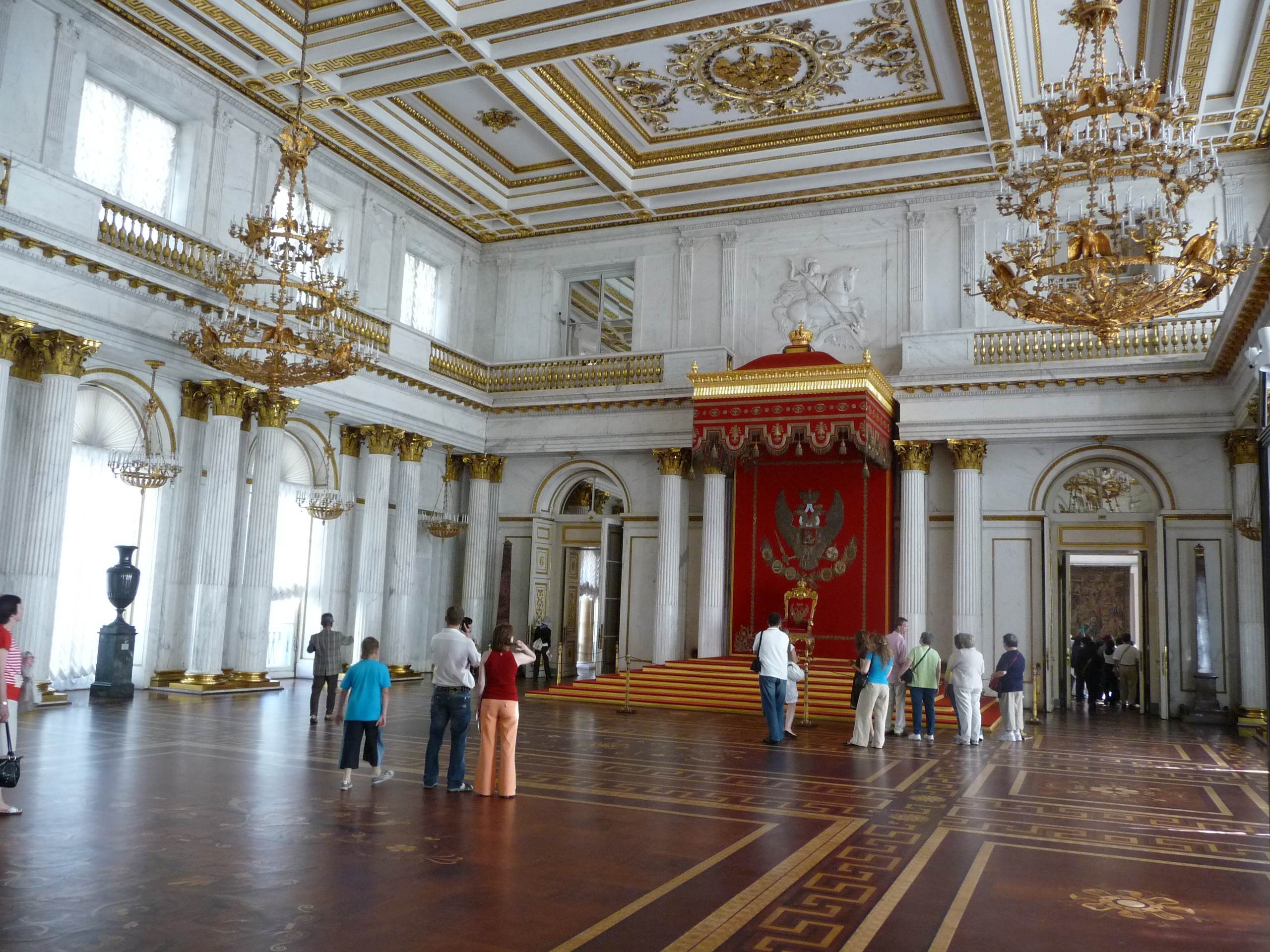
Вид зала в 2009 году
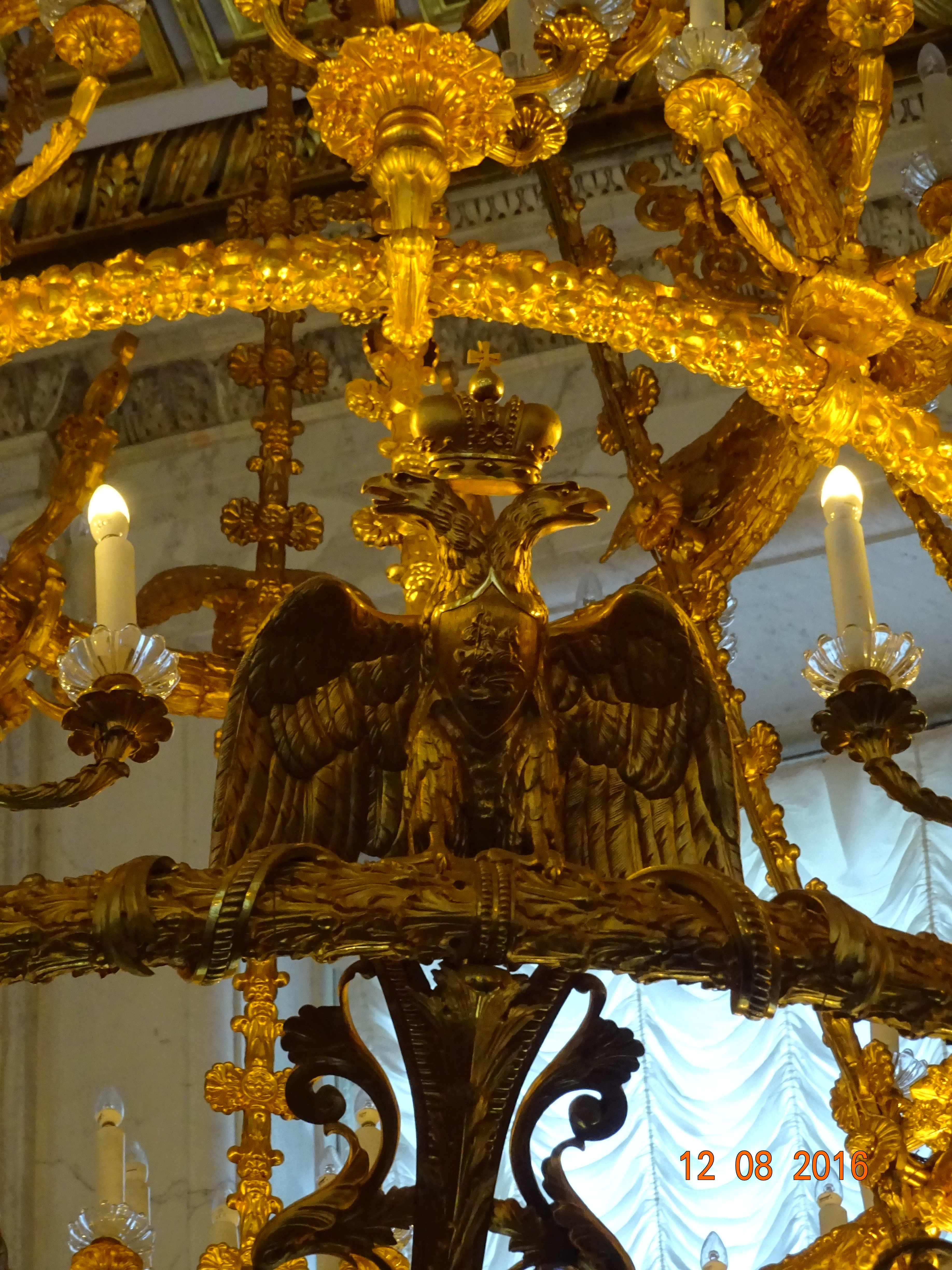
Люстра. Деталь
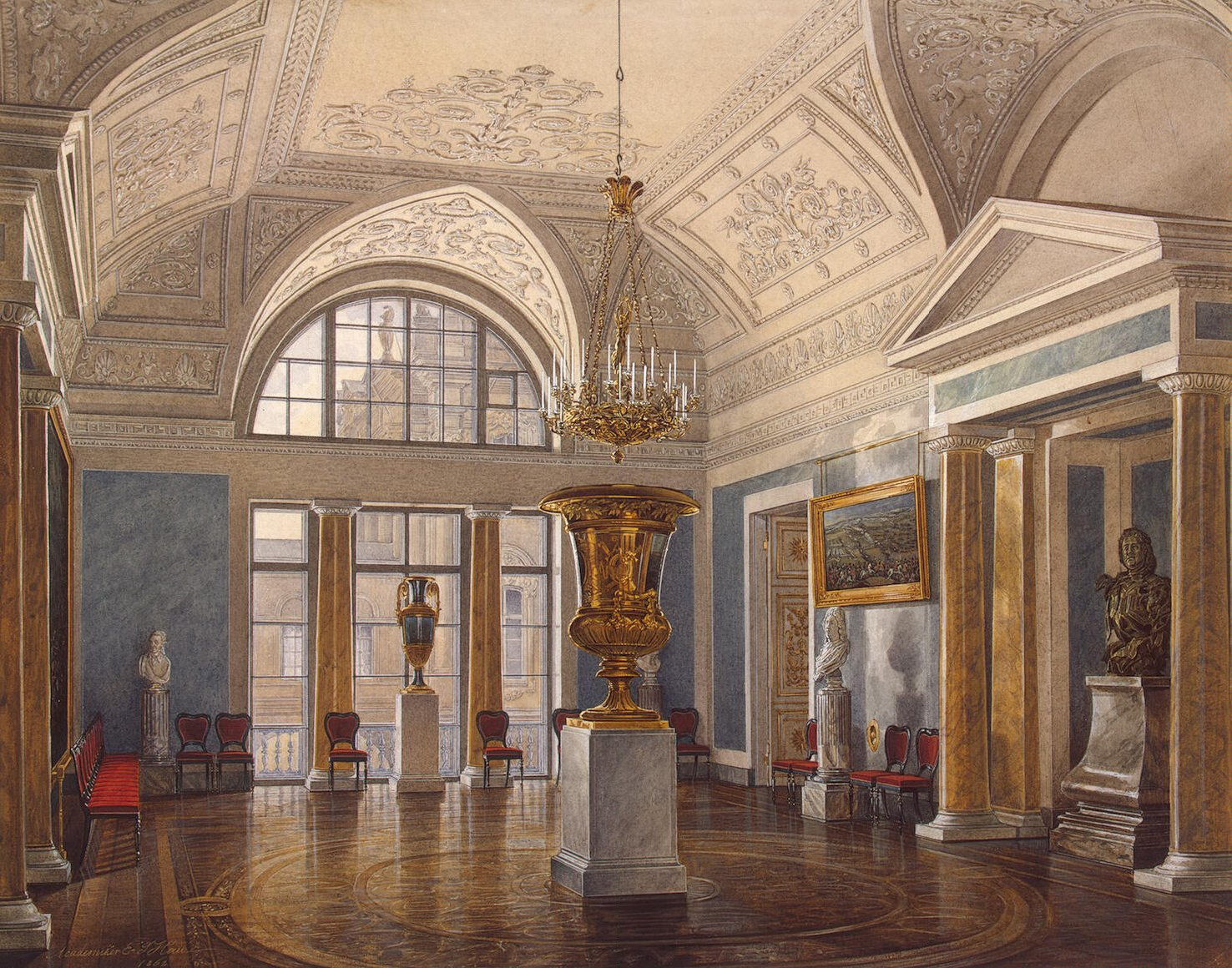
Аполлонов зал